# Sun Television

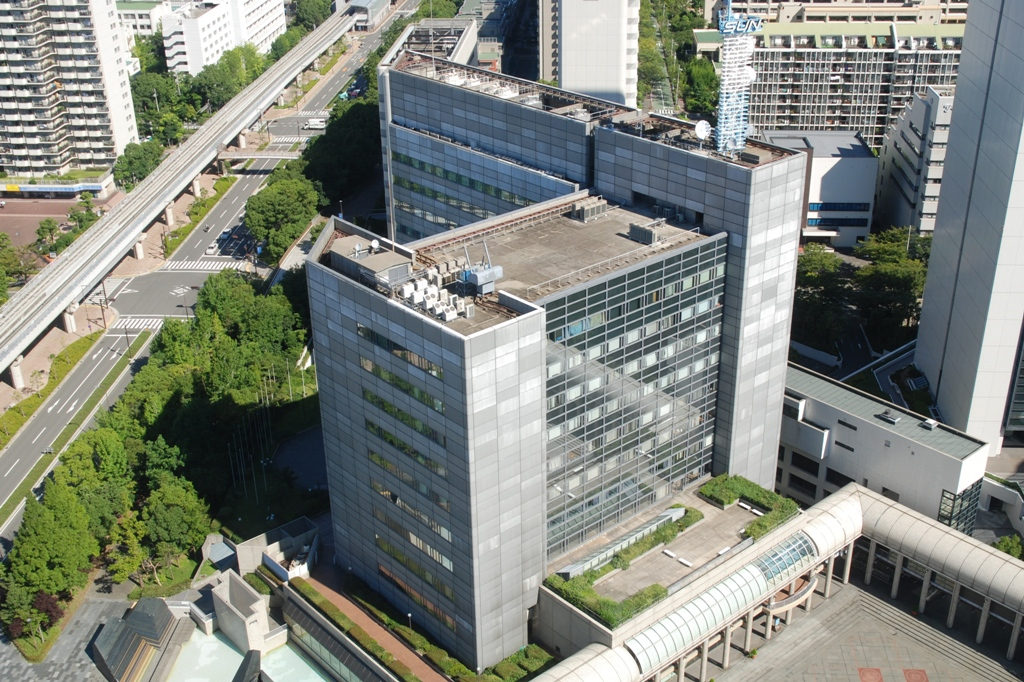
Oficina central de Sun Television en el Centro Internacional de Conferencias de Kobe

Sun Television Co. (株式会社サンテレビジョン Kabushiki-gaisha San Terebijon?, SUN, SUN-TV) es un canal de televisión comercial con sede en Kobe, prefectura de Hyogo, Japón, y un miembro de la Asociación Japonesa de las estaciones de televisión independientes (JAITS).

## Oficina
- La oficina central - Kobe International Conference Center, 9-1, Minatojima-Nakamachi Rokuchome, Chūō-ku, Kōbe, prefectura de Hyogo, Japón (Isla del Puerto)
- Sucursal de Himeji - Kobe Shimbun Building, 78, Toyozawacho, Himeji, prefectura de Hyogo, Japón
- Estación Tajima Branch - Kobe Oficina Tajima Shimbun, 7-23, Kotobukicho, Toyooka, prefectura de Hyogo, Japón
- Estación Tamba Branch - Kobe Oficina Tamba Shimbun, 48-1, Kaibaracho-Kominami, Tamba, prefectura de Hyogo, Japón
- Estación Awaji Branch - Kobe Oficina Awaji Shimbun, 2-8, Sakaemachi Nichome, Sumoto, prefectura de Hyogo, Japón
- Sucursal Osaka -Teijin Shokusan Edificio, 10-8, Edobori Itchome, Nishi-ku, Osaka, Japón
- Estación Okayama Branch - 19-43-206, Kojima-Akasaki Itchome, Kurashiki, Okayama, Japón
- Oficina Sucursal Tokio - Deim Ginza Building, 7-18 Ginza Rokuchome, Chuo, Tokio, Japón
- Estación Nagoya Branch - Yamashita Edificio, 17-25, Marunouchi Sanchome, Naka-ku, Nagoya, Japón
- Estación Kyushu Branch - 2-41-207, Daimyo Nichome, Chūō-ku, Fukuoka, Japón

## Estaciones

### JOUH-TV - SUN (TV analógica)
- Mt. Maya, Tatsuno, Fukusaki, etc. - canal 36
- Nada - canal 62
- Kita-Hanshin - canal 42
- Himeji, Ako, Kinosaki, Wadayama, etc. - canal 56
- Tamba, Kasumi, etc. - canal 39
- Sasayama - canal 41

y más...

### JOUH-DTV - SUN (TV Digital)
- Identificación del botón del controlador remoto: 3
- Monte Maya, Kita-Hanshin, Hokutan-Tarumi, Himeji, Tatsuno, Ako, Kasumi, Kinosaki, Wadayama, y muchos otros - canal 26
- Ichijima - canal 29
- Yoka, Hidaka, Yamasaki y Sayo - canal 18

## Programa
1. SUN-TV Box Seat (サンテレビボックス席) - juegos de baseball de Hanshin Tigers y de Orix Buffaloes

## Estaciones de radiodifusión rivales en la región de Kansai

### Radio y TV
- Estación de radiodifusión NHK Kobe (NHK神戸放送局)
- Estación de radiodifusión NHK Osaka (NHK大阪放送局)
- Sistema de radiodifusión de Mainichi Inc. (MBS, 毎日放送)
- Compañía de radiodifusión Asahi (ABC, 朝日放送)
- Sistema de radiodifusión de Kioto Co., Ltd. (KBS, 京都放送)

### Solo radio
- Osaka Broadcasting Corporation (OBC, Radio Osaka (ラジオ大阪))
- Radio Kansai (Kobe)
- FM OSAKA (Osaka)
- FM 802 (Osaka)
- FM Cocolo (Osaka)
- Alpha Station (Kioto)
- E-Radio (Shiga)

### Solo Televisión
- TV Osaka (TVO, テレビ大阪)
- Kansai Telecasting Corporation (KTV, 関西テレビ)
- Yomiuri Telecasting Corporation (ytv, 読売テレビ)
- Nara TV (TVN, 奈良テレビ)
- TV Wakayama (WTV, テレビ和歌山)
- Biwako Broadcasting (BBC, びわ湖放送)